# Марсамшетт
35°54′06″ пн. ш. 14°30′29″ сх. д. / 35.901666666667° пн. ш. 14.508055555556° сх. д.

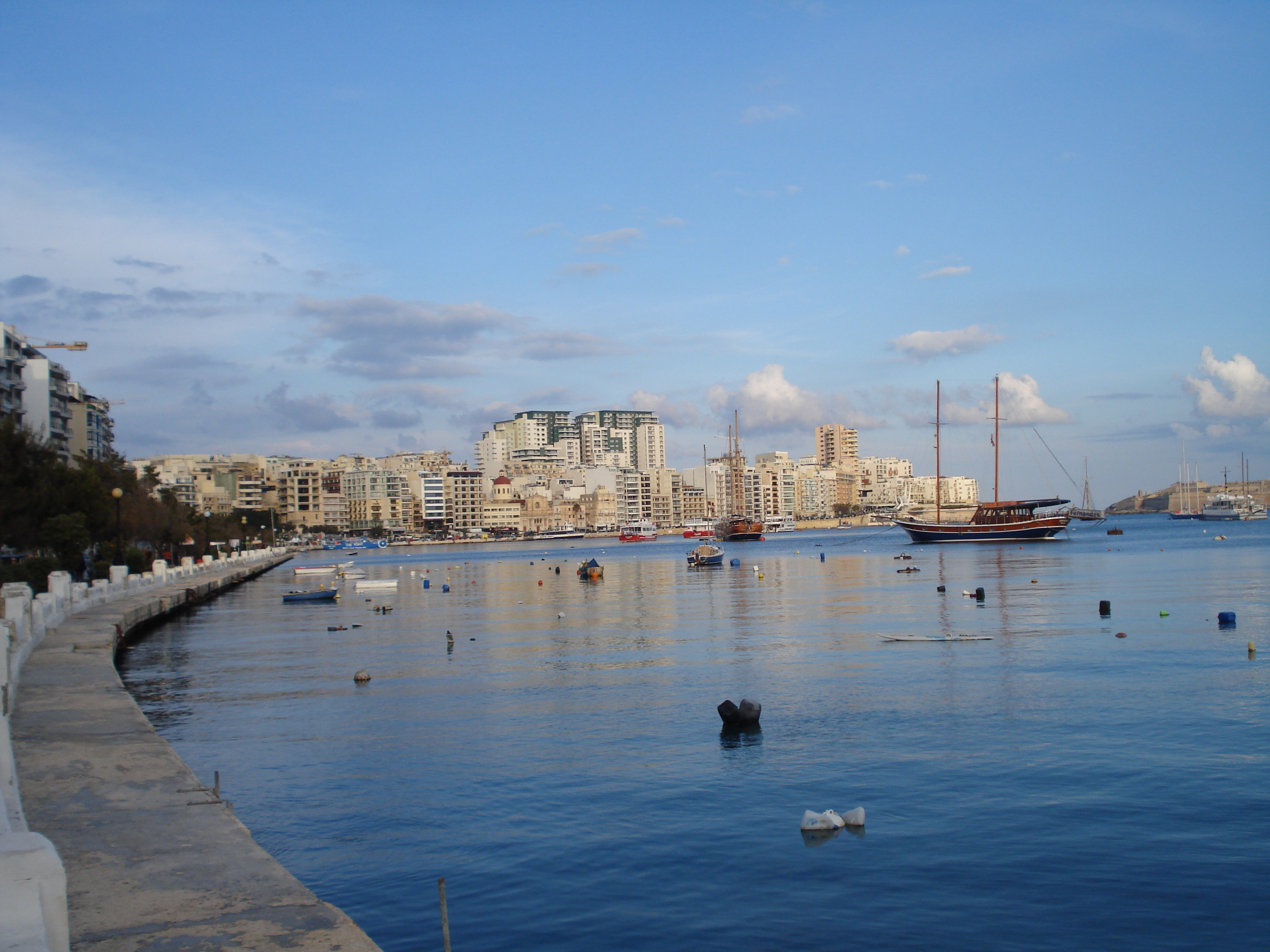
Вид на Марсамшет з Сліми

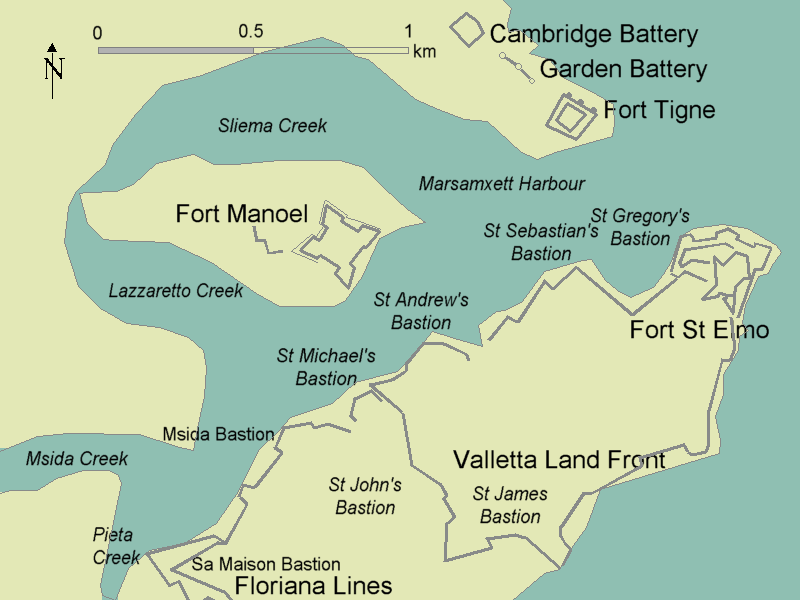
Карта Марсамшетт

Марсамшетт (Maltese pronunciation: [mɐr.sɐmˈʃɛt]) — природна гавань на острові Мальта, розташована на північ від великої Гранд-Харбор. Гавань більше придатна для відпочинку, ніж Гранд-Гавань.

## Опис
Устя гавані виходить на північний схід і обмежене на північ Драгут Пойнт та Поле Тиньє. Біля Гзіри лежить острів Маноель, який тепер з'єднаний з материком мостом. Південно-східний берег гавані утворений півостровом Шиберрас, який значною мірою покритий містом Флоріана та містом Валлетта. На його вершині лежить форт XVI століття Сент-Ельмо. Півострів Шиберрас розділяє Марсамшетт від більшої паралельної природної гавані Гранд-Харбор. 
Значна частина населення Мальти живе в радіусі трьох кілометрів від Флоріани. Зараз це одна з найбільш густонаселених областей Європи. Гавані та прилеглі райони складають північні та південні райони гавані Мальти. Разом ці райони містять 27 із 68 місцевих рад. Населення мешкає 213722 чоловік, що становить понад 47 % від загальної кількості населення Мальтійських островів.

## Історія

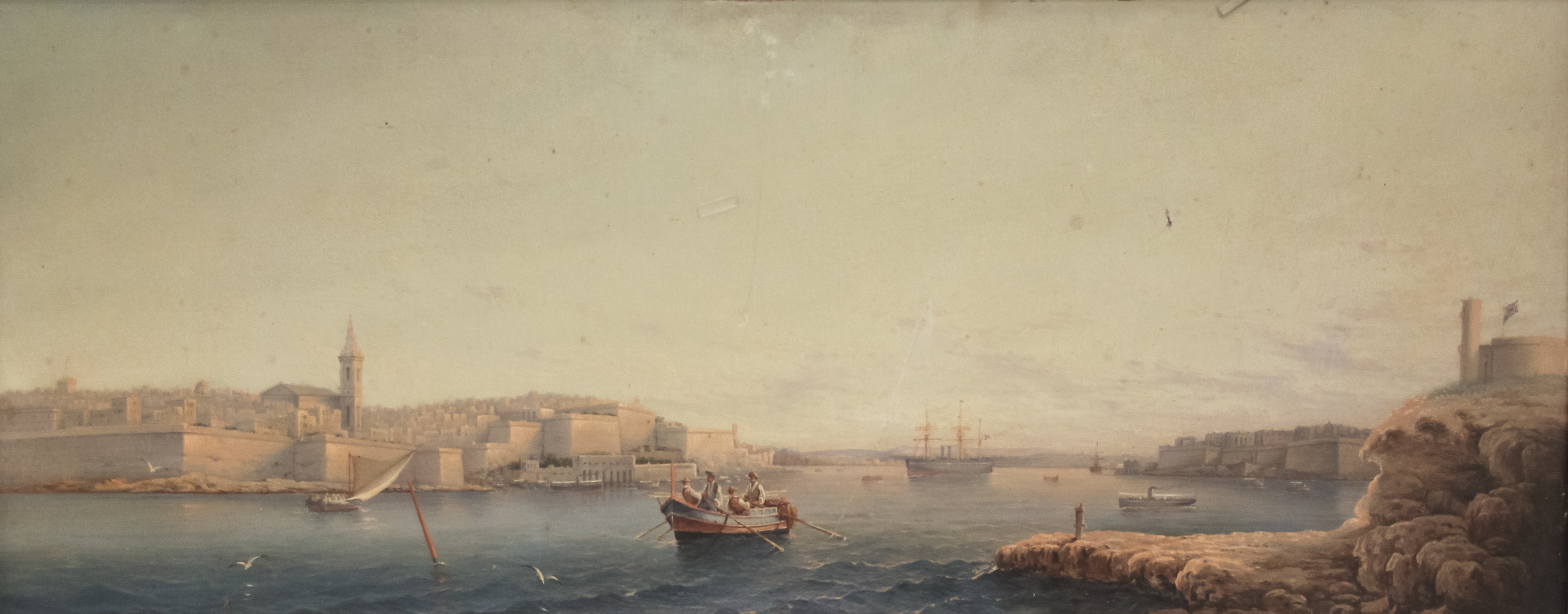
Гавань Марсамкшетта в 19 столітті з картини Джироламо Джанні

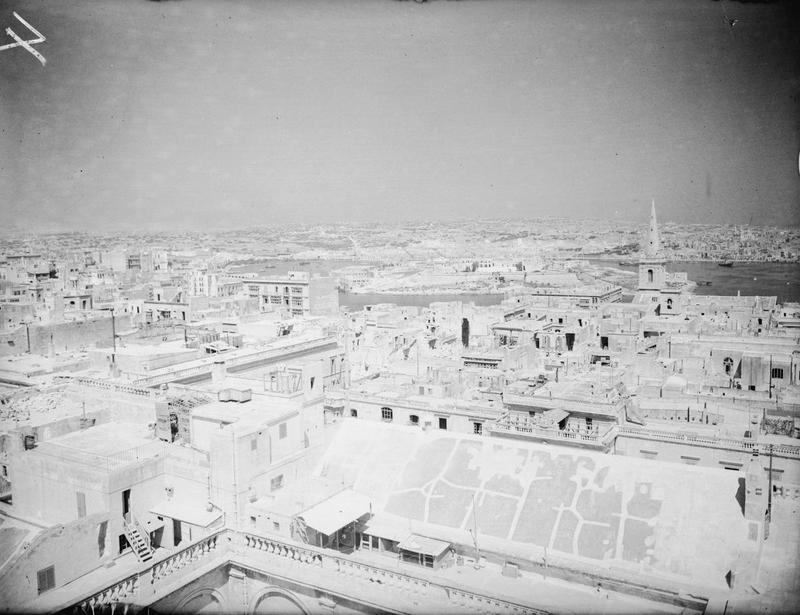
Марсамшетт видно з Валлетти в 1942 році

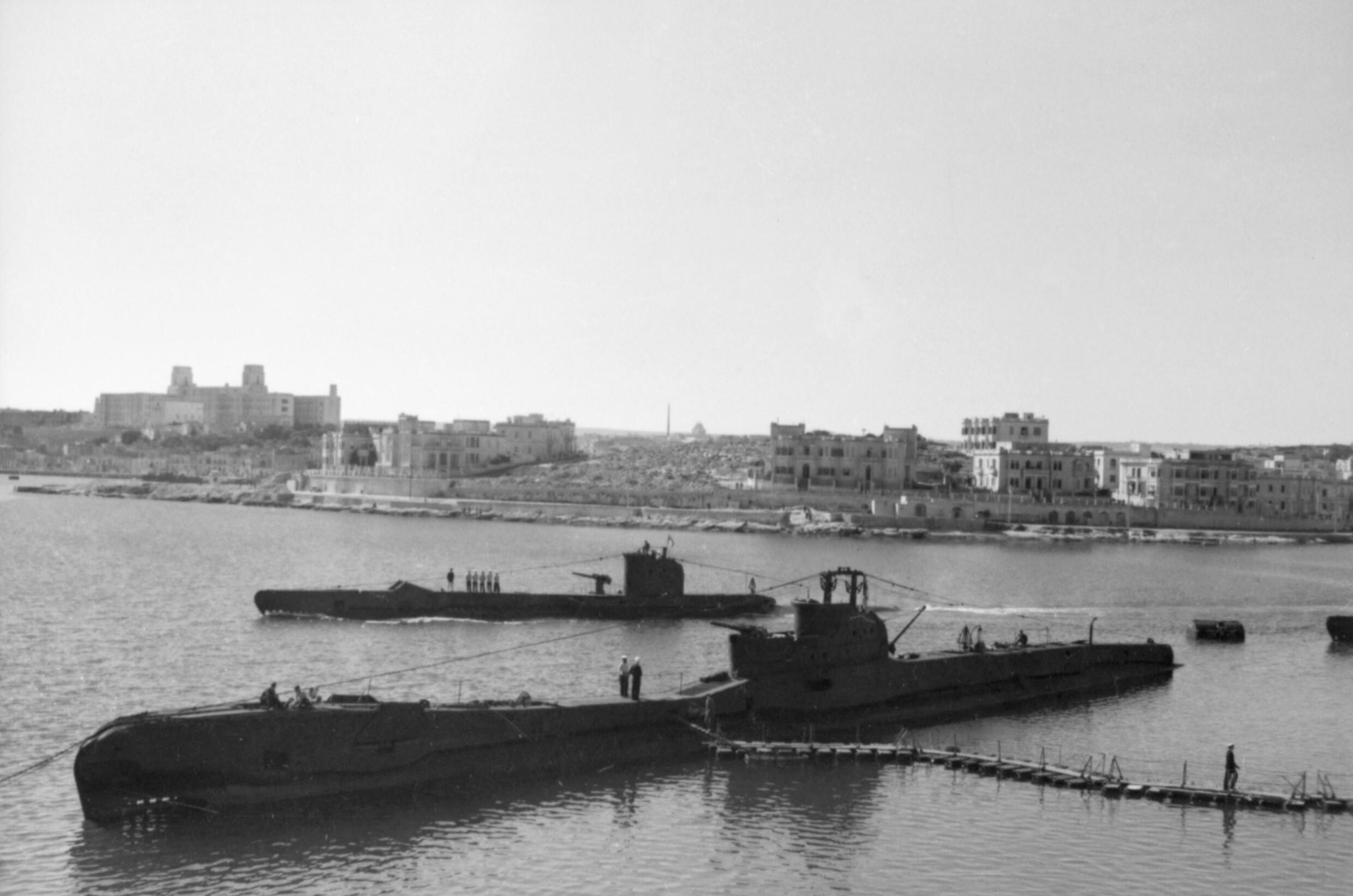
Підводні човни Королівського флоту на острові Маноель у Другій світовій війні

У 1551 р. османський флот на чолі з Тургут-реїсом і Піяле-пашою висадились у гавані Марсамшетт і рушили до Великої гавані, але не атакували, оскільки виявили міцні укріплення, зведені Орденом Святого Іоанна. Згодом відбувся невдалий напад на Мдіну, після чого османи залишили Мальту і натомість здійснили успішне вторгнення на Гоцо, що завершилось захопленням в полон і вивезенням в рабство усього населення острова. Після цього нападу для охорони Марсамшетта і Великої гавані був побудований форт Сент-Ельмо.
Значно більше вторгнення османів відбулося в 1565 р. під час Великої облоги Мальти. Османський флот базувався в гавані Марсамшеті, а Тургут-реїс розмістив свої гармати на кінці Тінье-Пойнт з метою бомбардування форту Сент-Ельмо. Ця точка отримала назву Драгут-пойнт. Зрештою облога була знята, Орден і мальтійці вийшли переможцями. На півострові Шиберрас було побудовано нове місто, яке було названо Валлетта на честь гросмейстера, який його замовив. Пізніше передмістя Флоріана було побудовано за межами міста.
У 1592 році на острові Маноель, який тоді називався Ісола-дель-Весково, була побудована дерев'яна карантинна лікарня. Вона була демонтована через рік, але на її місці в 1643 році був побудований постійний лазарет, який кілька разів удосконалювався до його закриття в 1929 році. Британські казарми також були побудовані на Поле Тиньє, але з тих пір вони були зруйновані.
Під час Другої світової війни британці використовували Марсамшетт, особливо острів Маноель, як підводну базу. Острів був кам'яним фрегатом, його бомбардували бомбардувальники Люфтваффе, завдавши значних руйнувань. Міста на північному кінці гавані за останні роки значно розвинулись. Зараз гавань Марсамшетт в основному використовується для невеликих водних суден. Існує ряд пристаней для яхт, включаючи острови Мсіда та Маноель, яхт-двір, а також туристичні круїзні катери, які курсують із Сліми.
10 вересня 2006 року, під час мальтійського раунду серії Aero GP, зіткнення в повітрі двох літаків над гаванню спричинило смерть одного з пілотів Габора Варга.

## Галерея

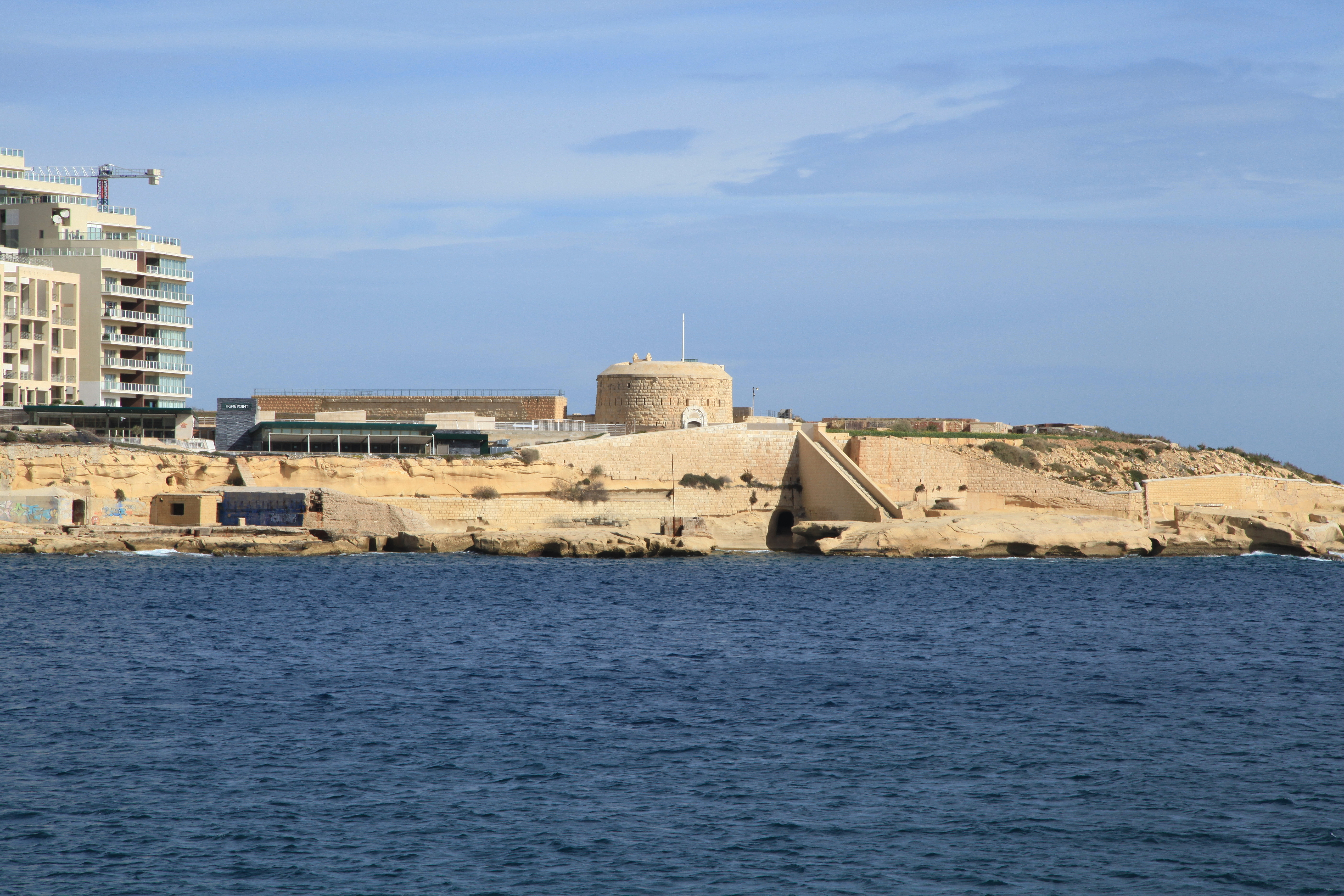
Форт Тиньє Сліма
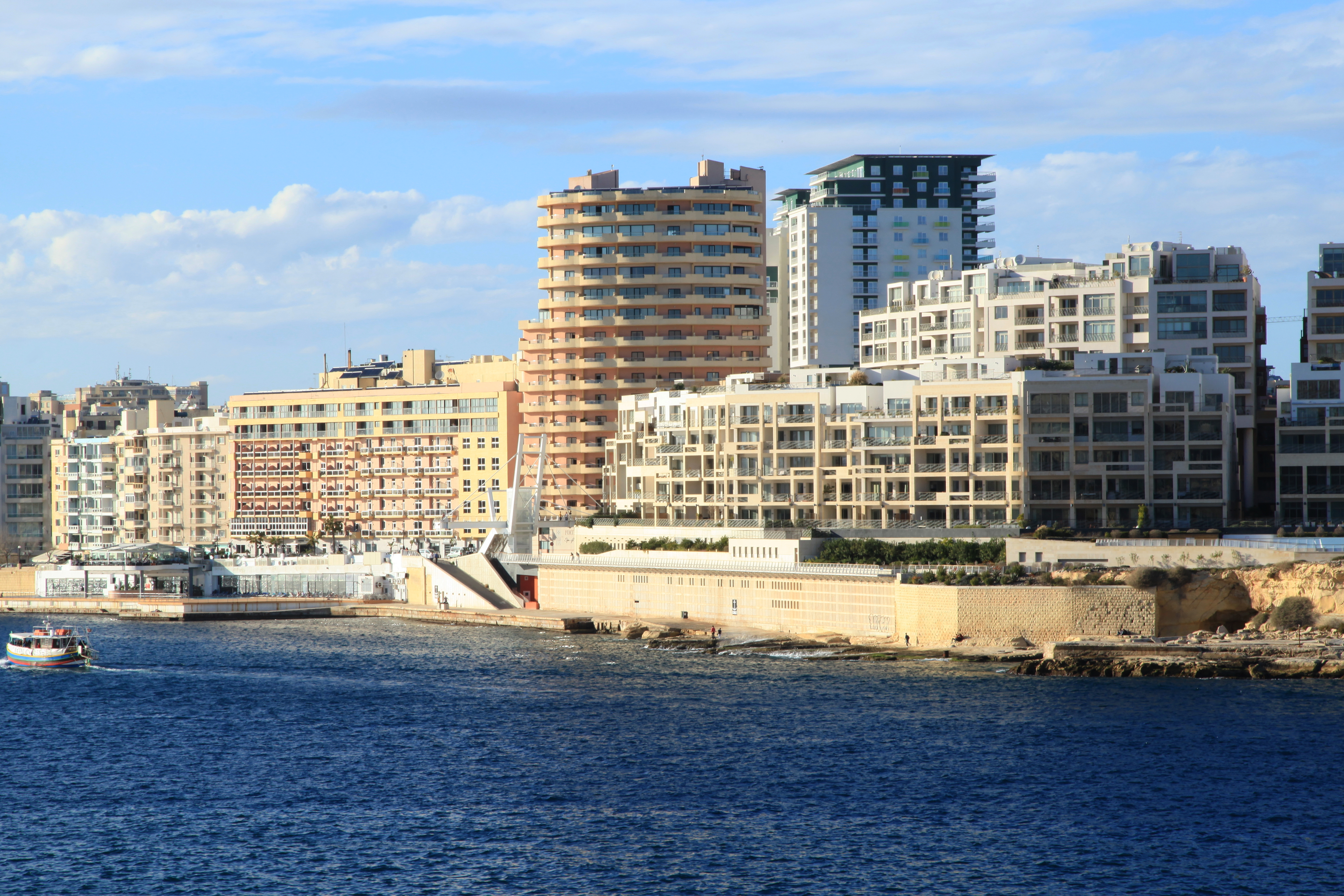
Tigné Point Сліма
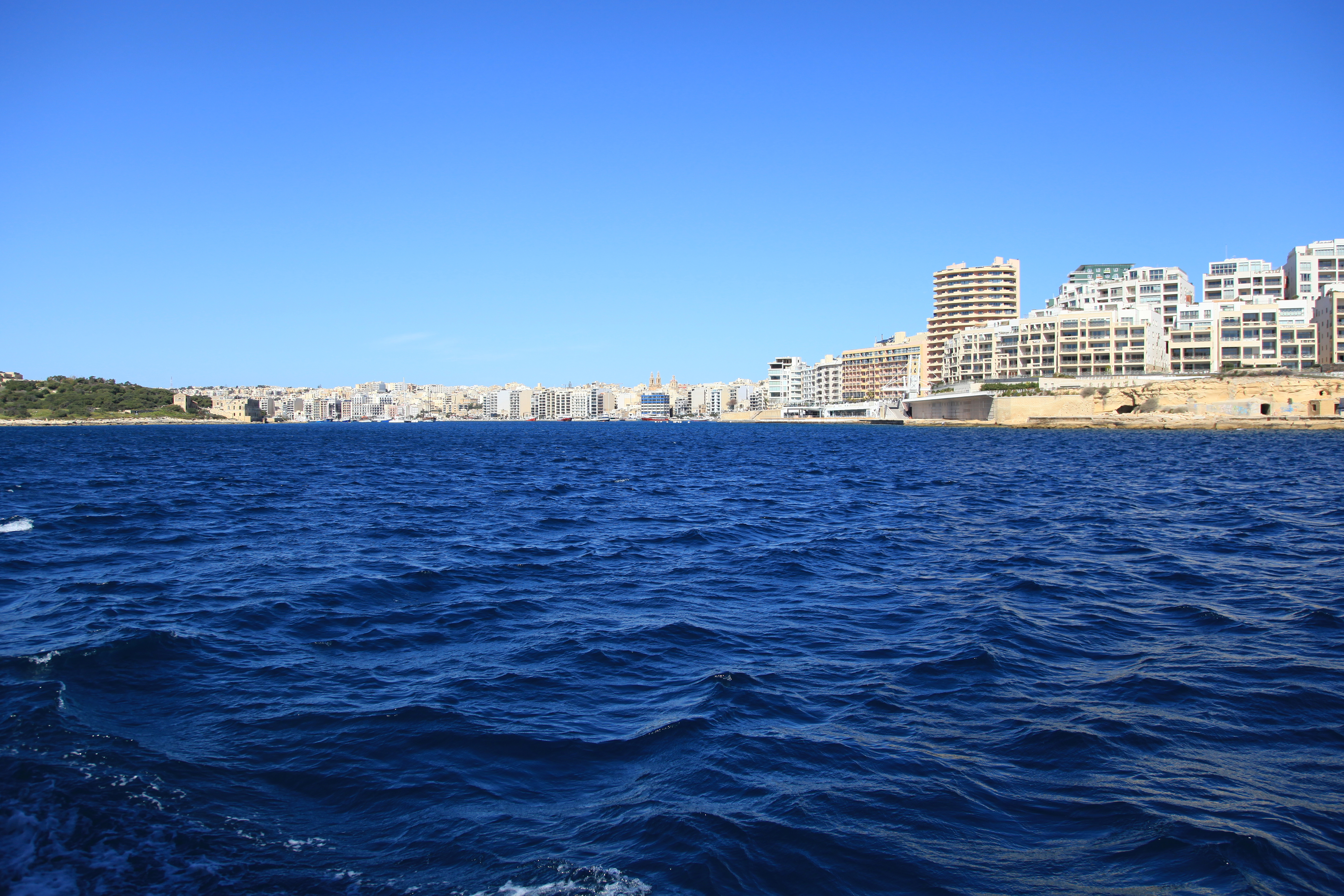
Сліма-Крік Сліма
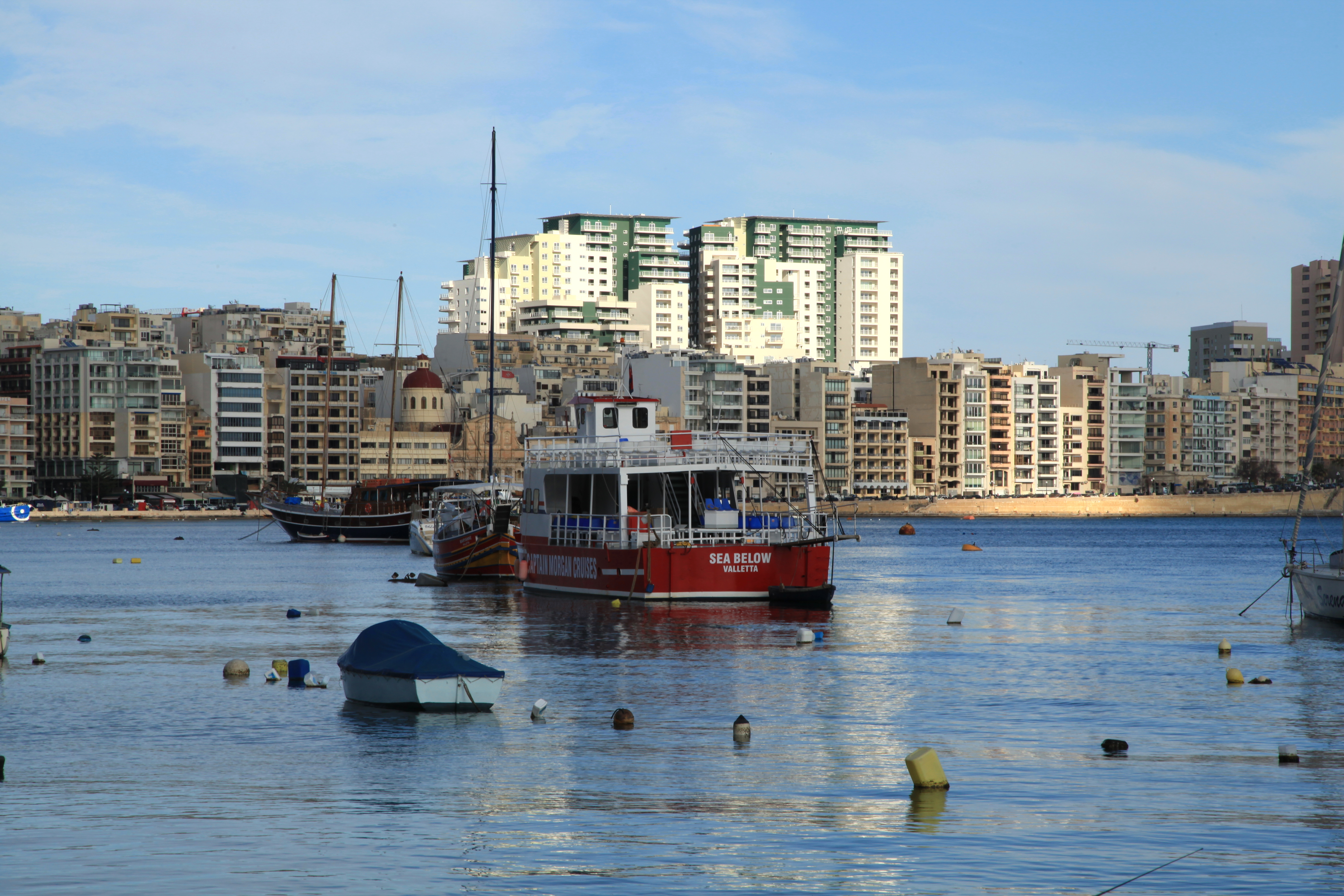
Гавань Сліма Сліма
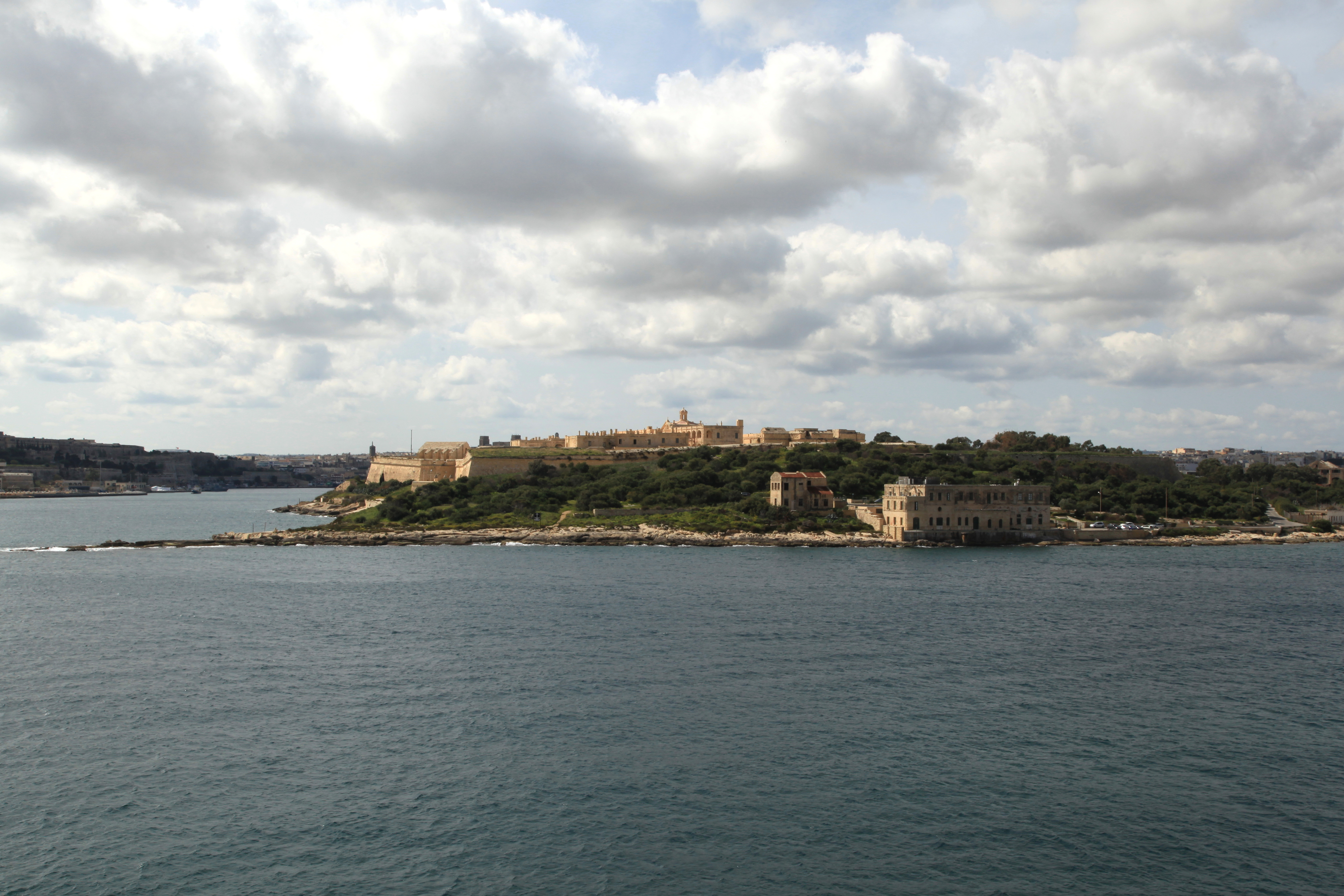
Острів Маноель Gżira
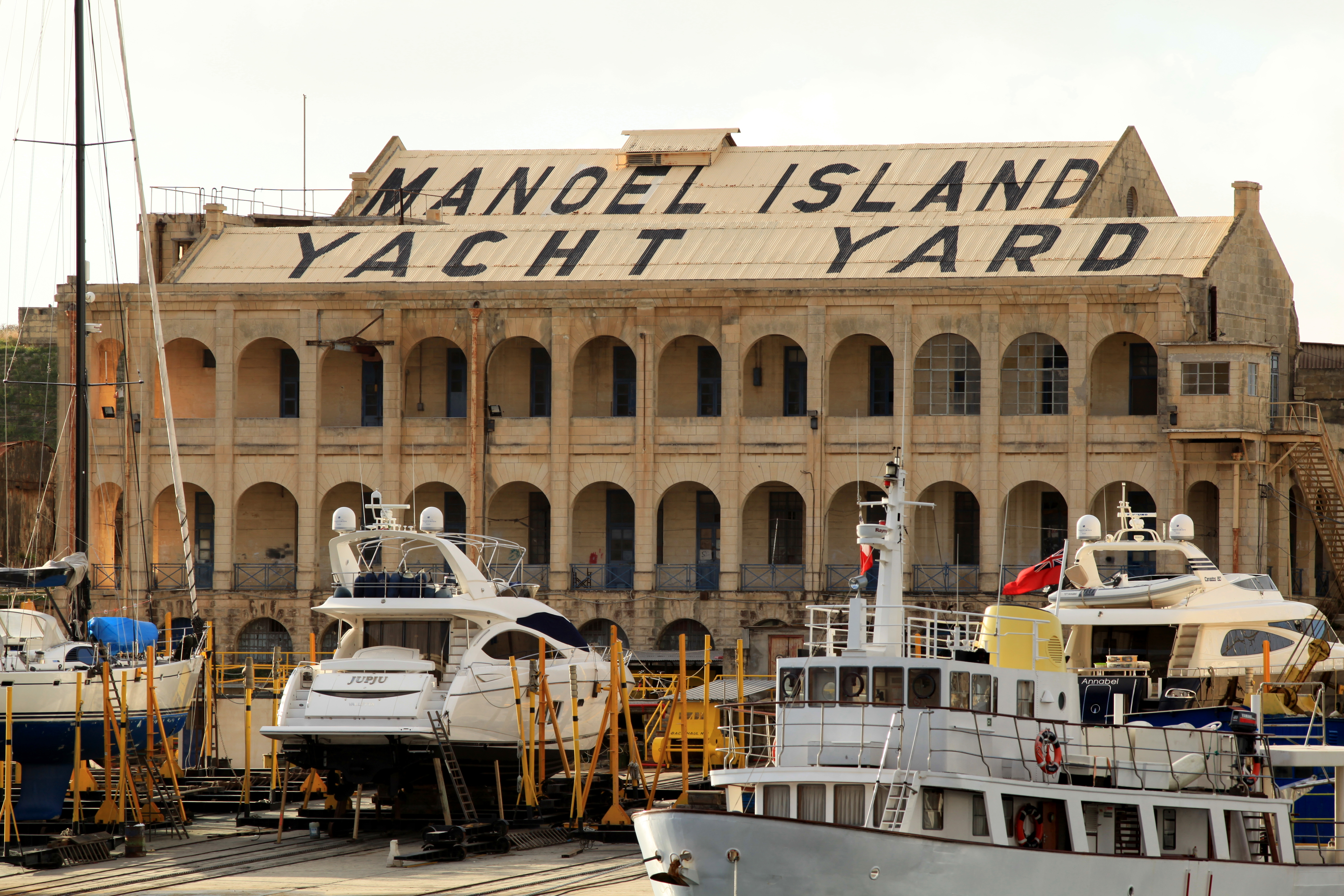
Яхт-двір острова Маноель Gżira
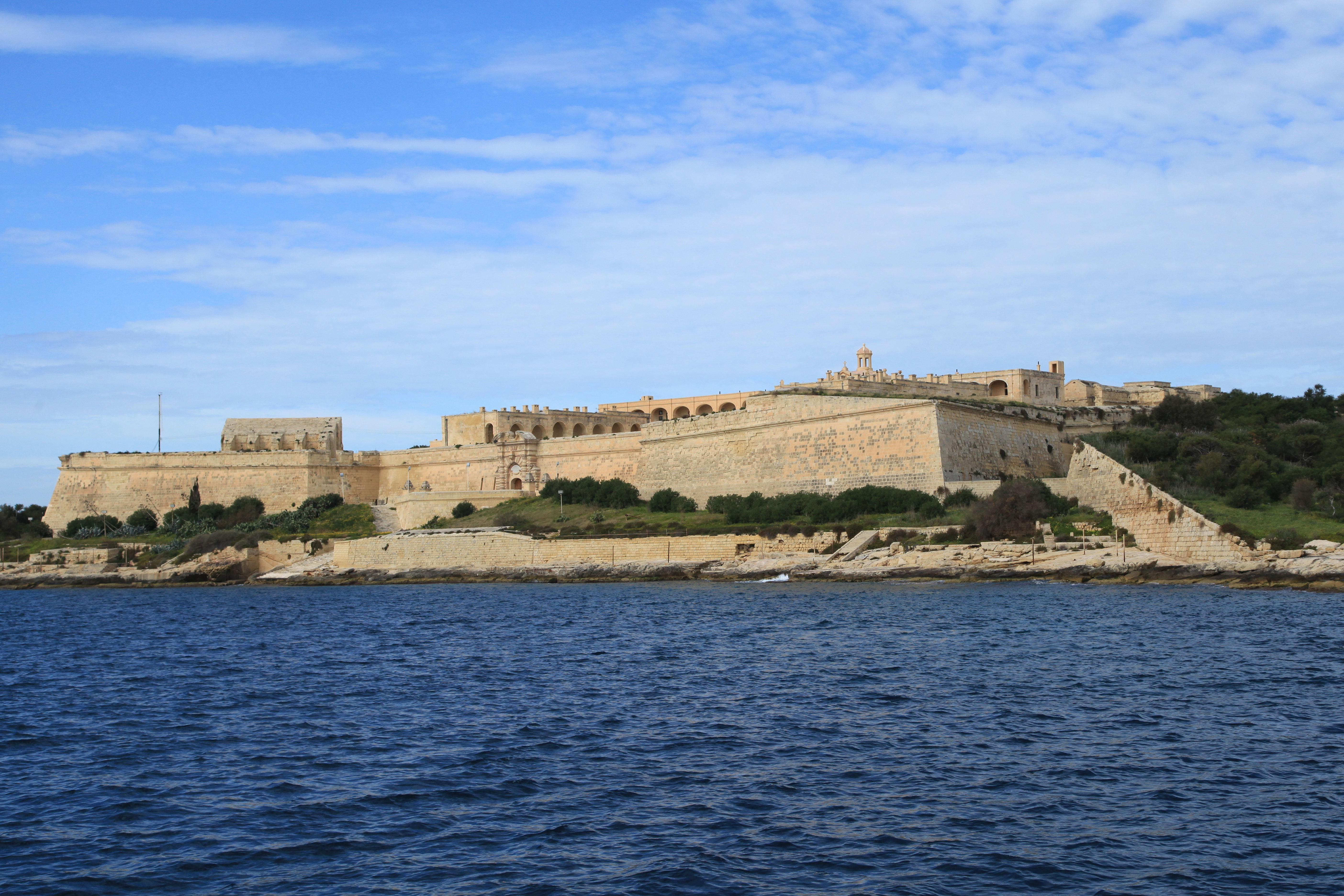
Форт Маноель Gżira
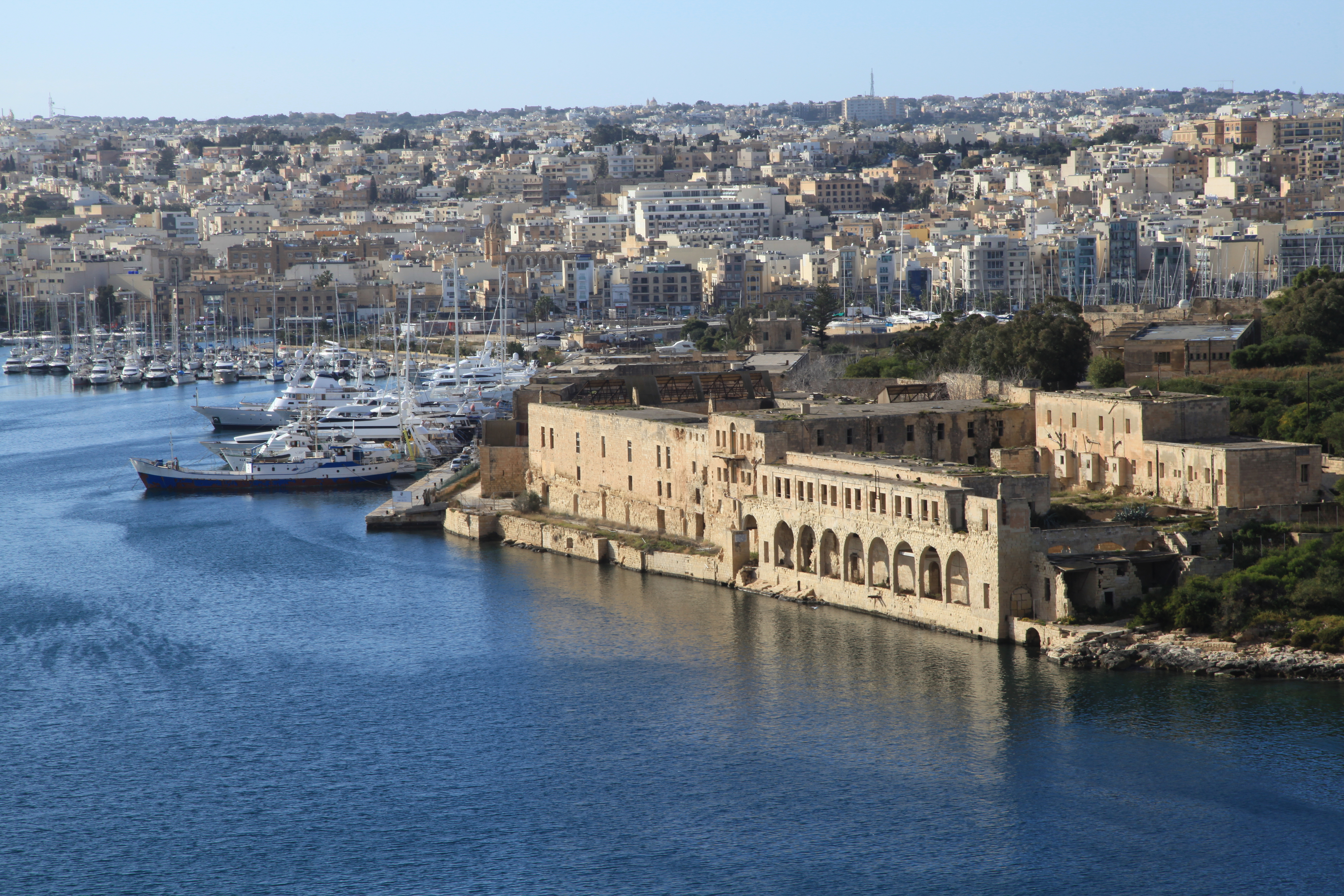
Лаццаретто Gżira
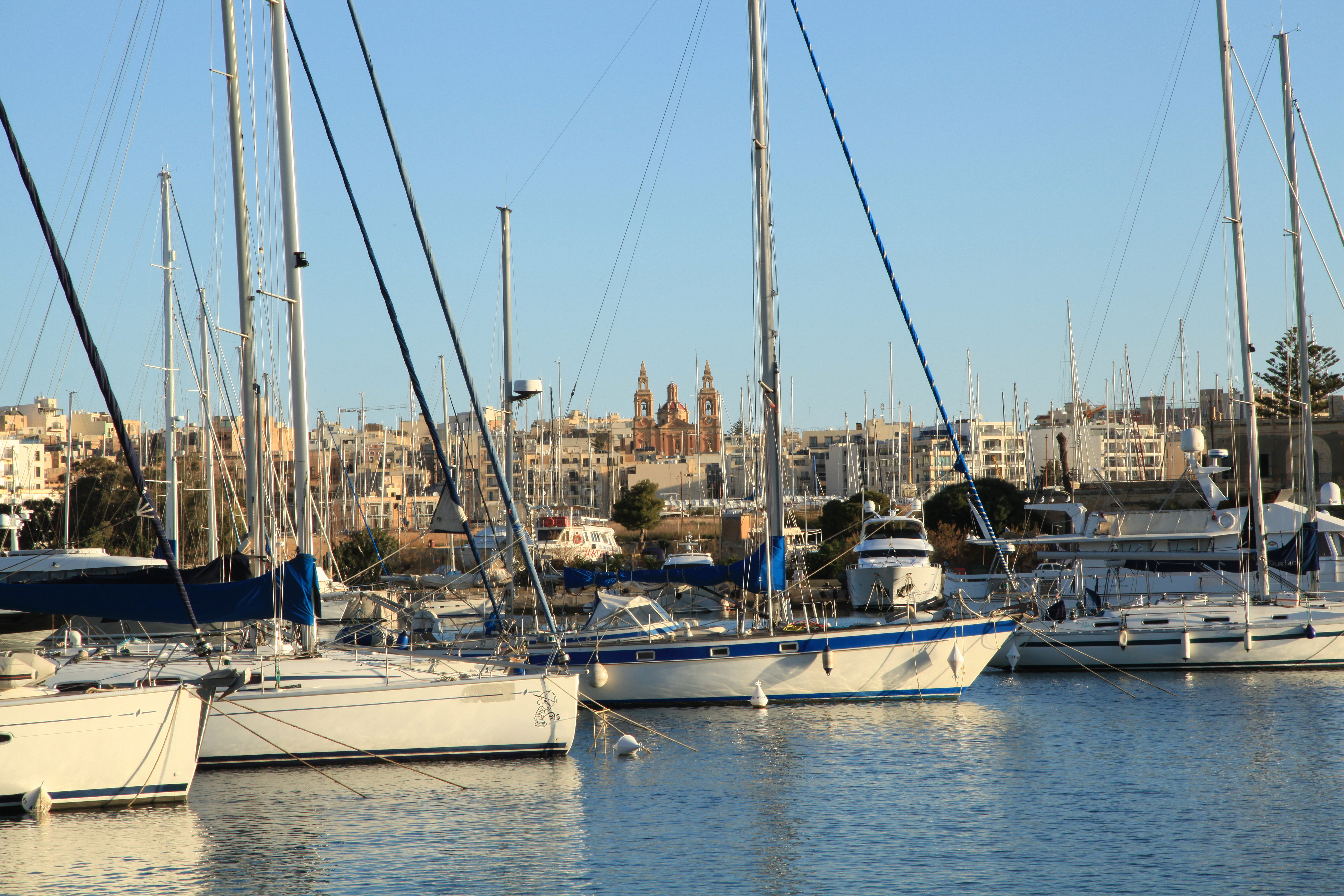
Пристань для яхт на острові Маноель Gżira
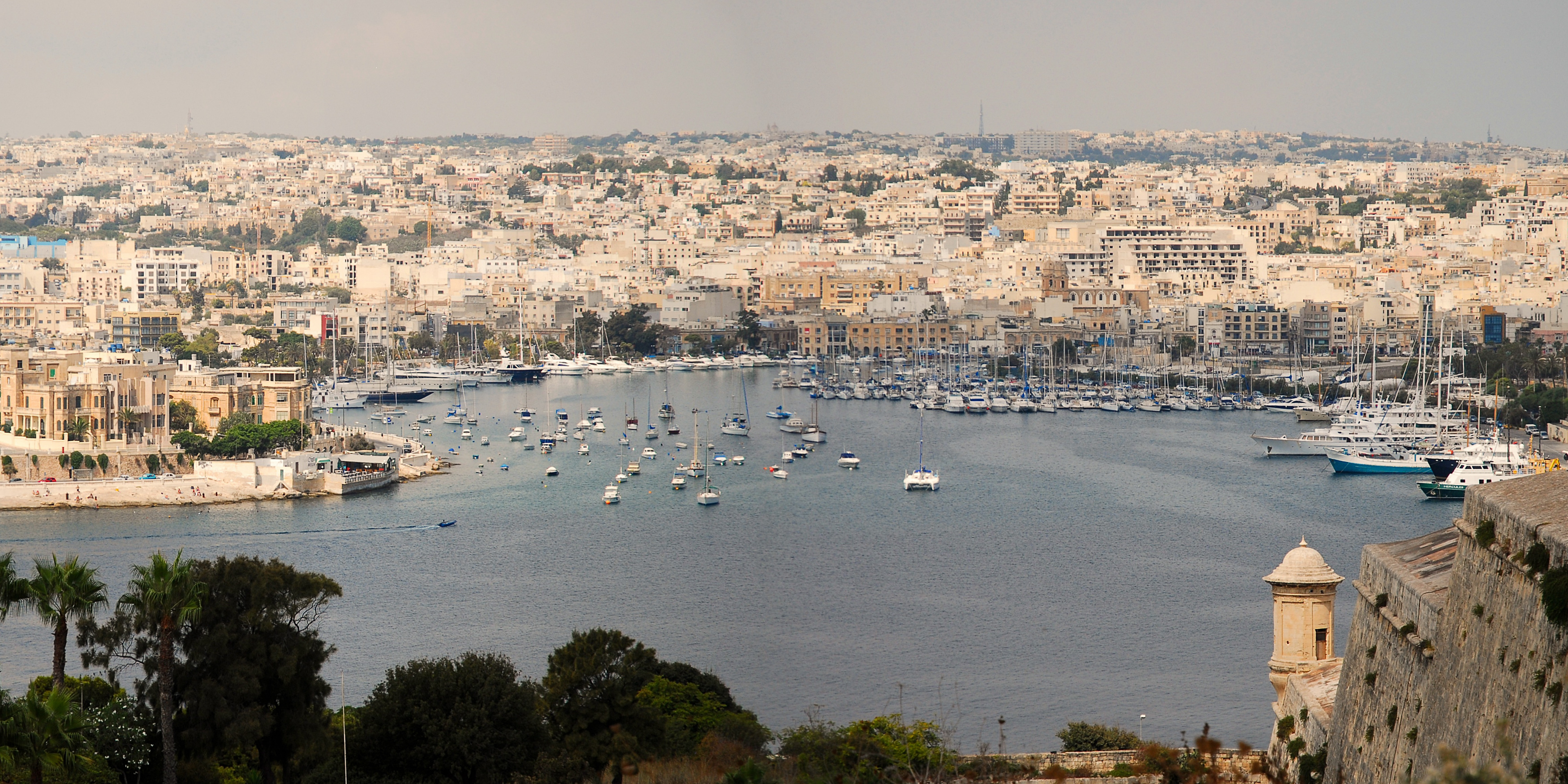
Затока Лаццаретто Гжира і Та 'Xbiex
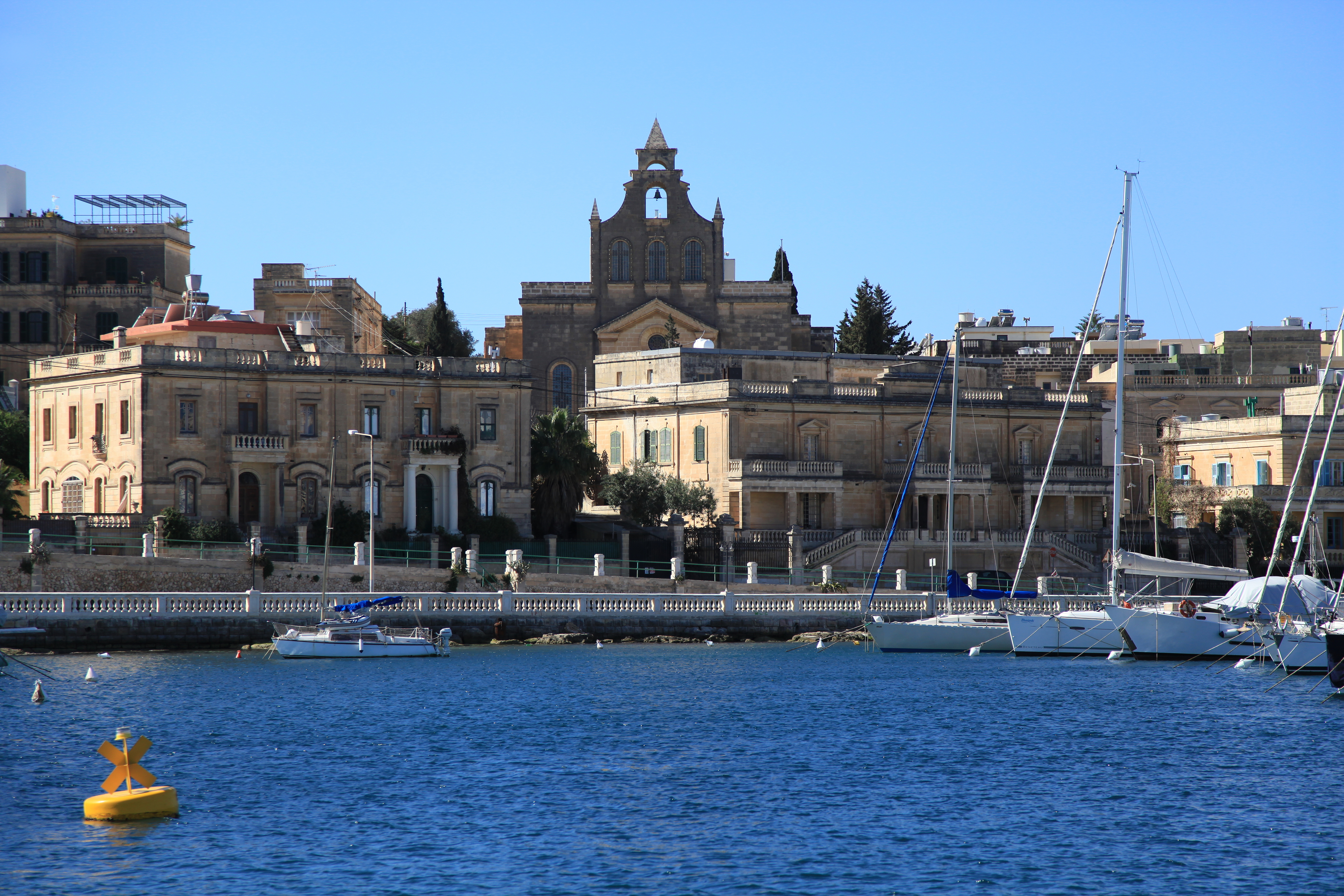
Ta 'Xbiex
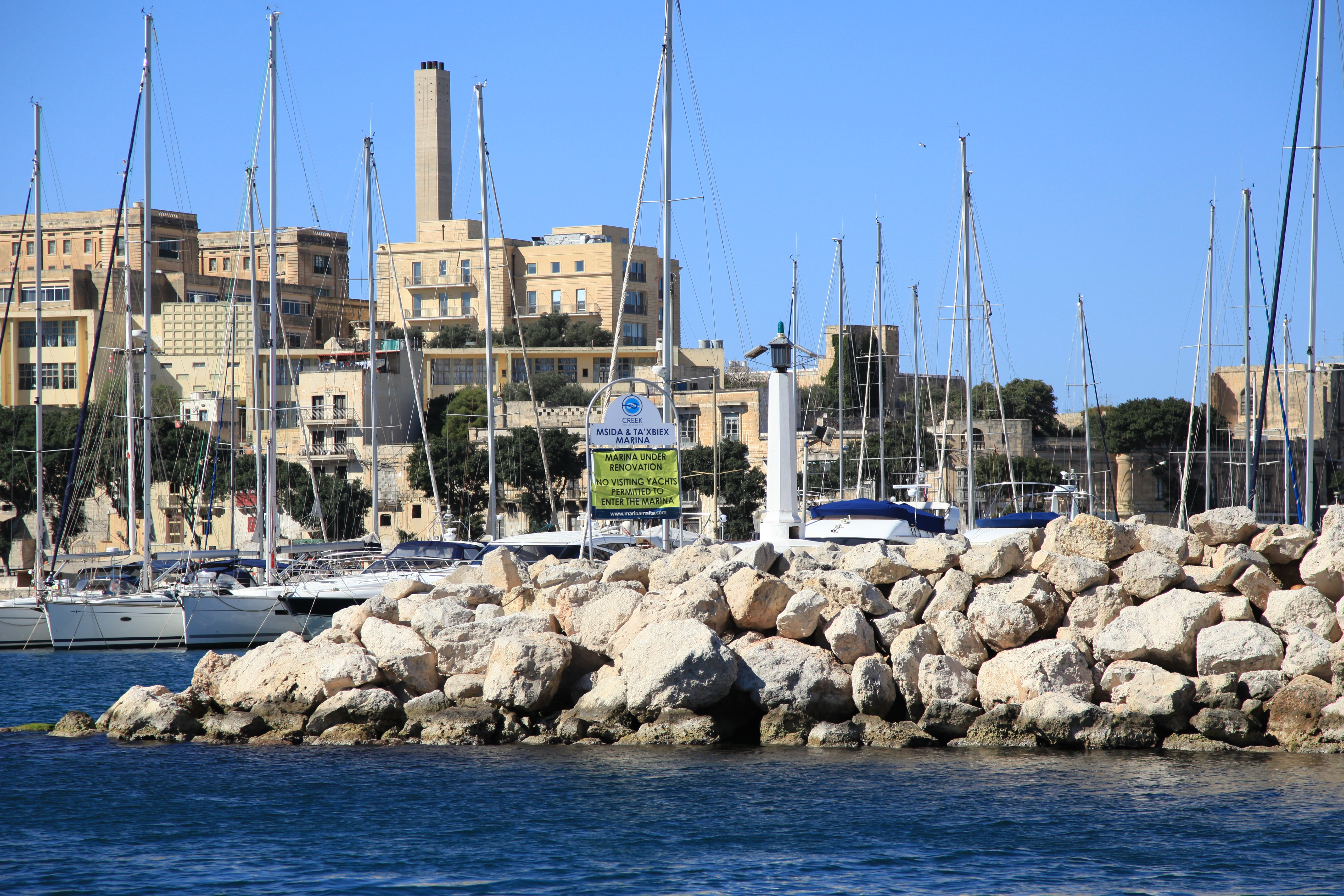
Ta 'Xbiex хвилеріз Ta 'Xbiex
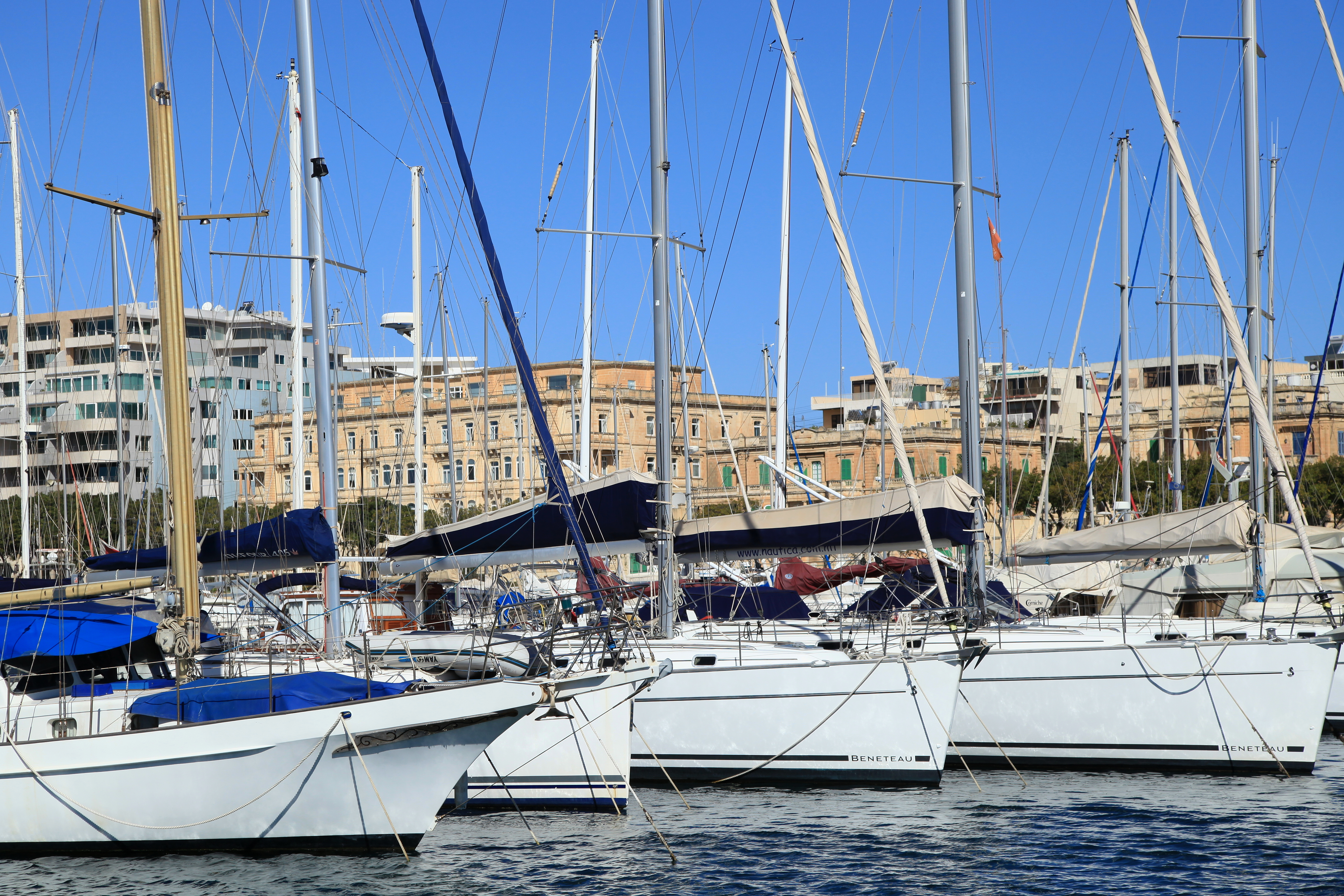
Мсіда Марина Ta 'Xbiex та Msida
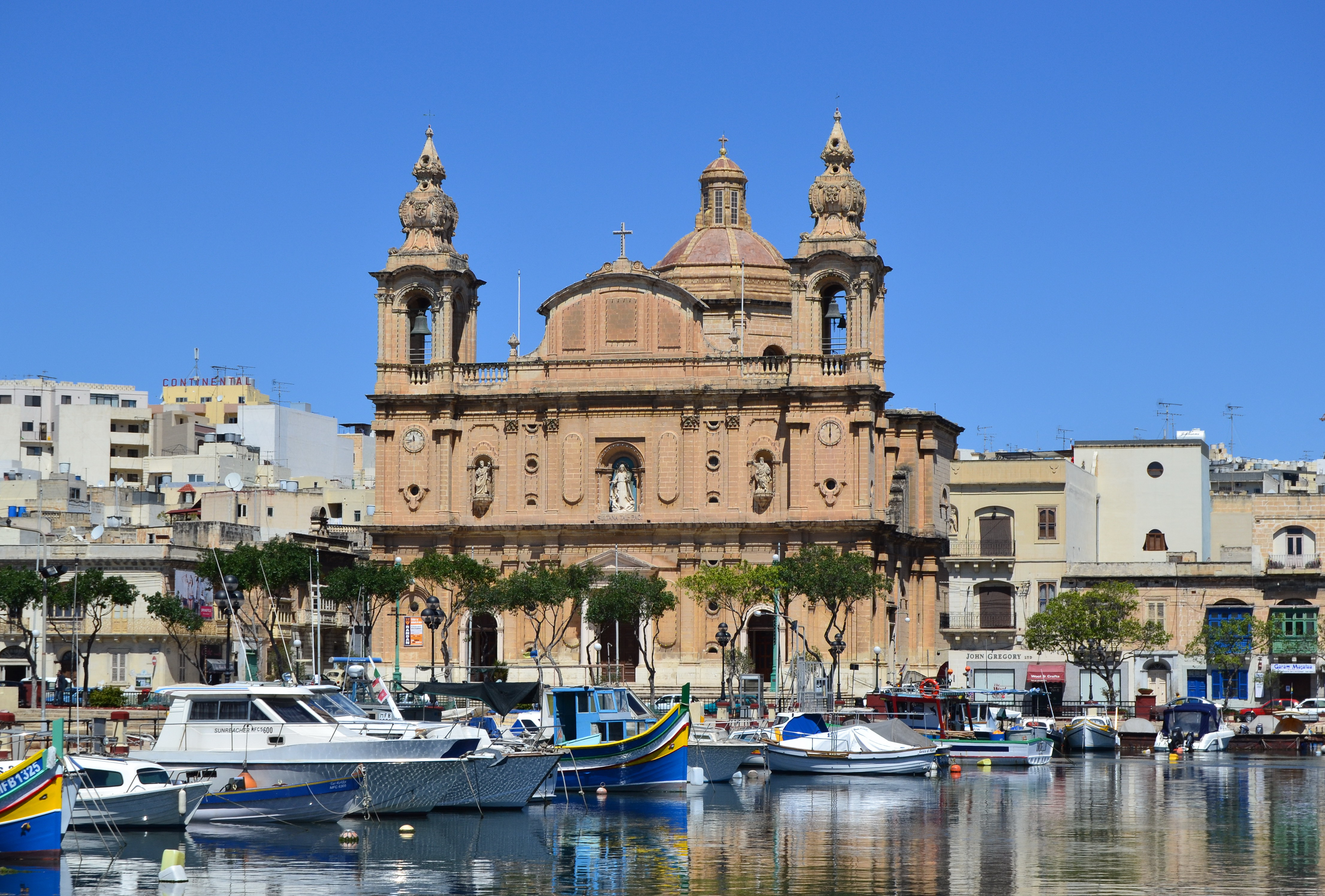
Мсіда
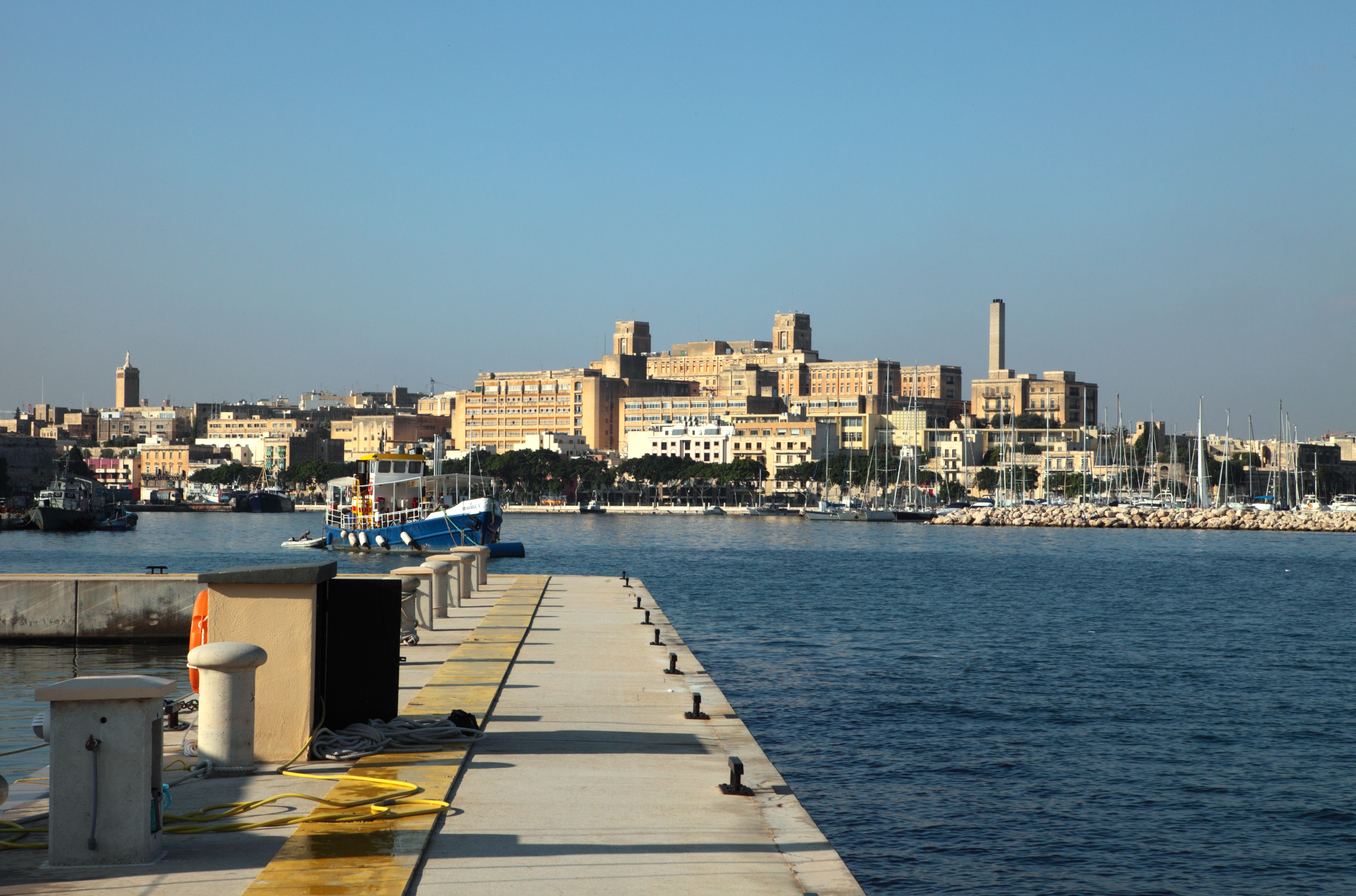
Лікарня Святого Луки П'єта
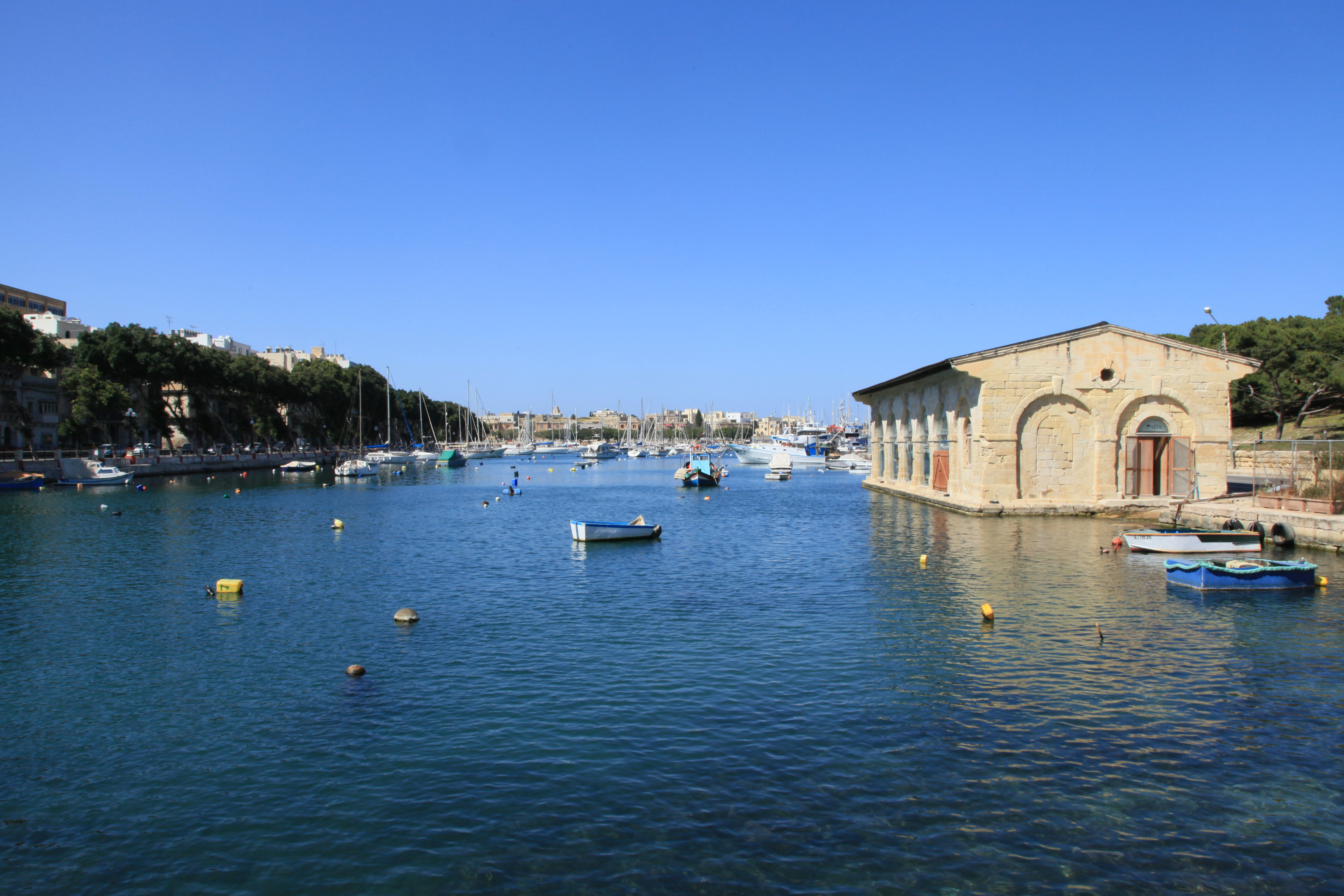
П'єта- Крик П'єта
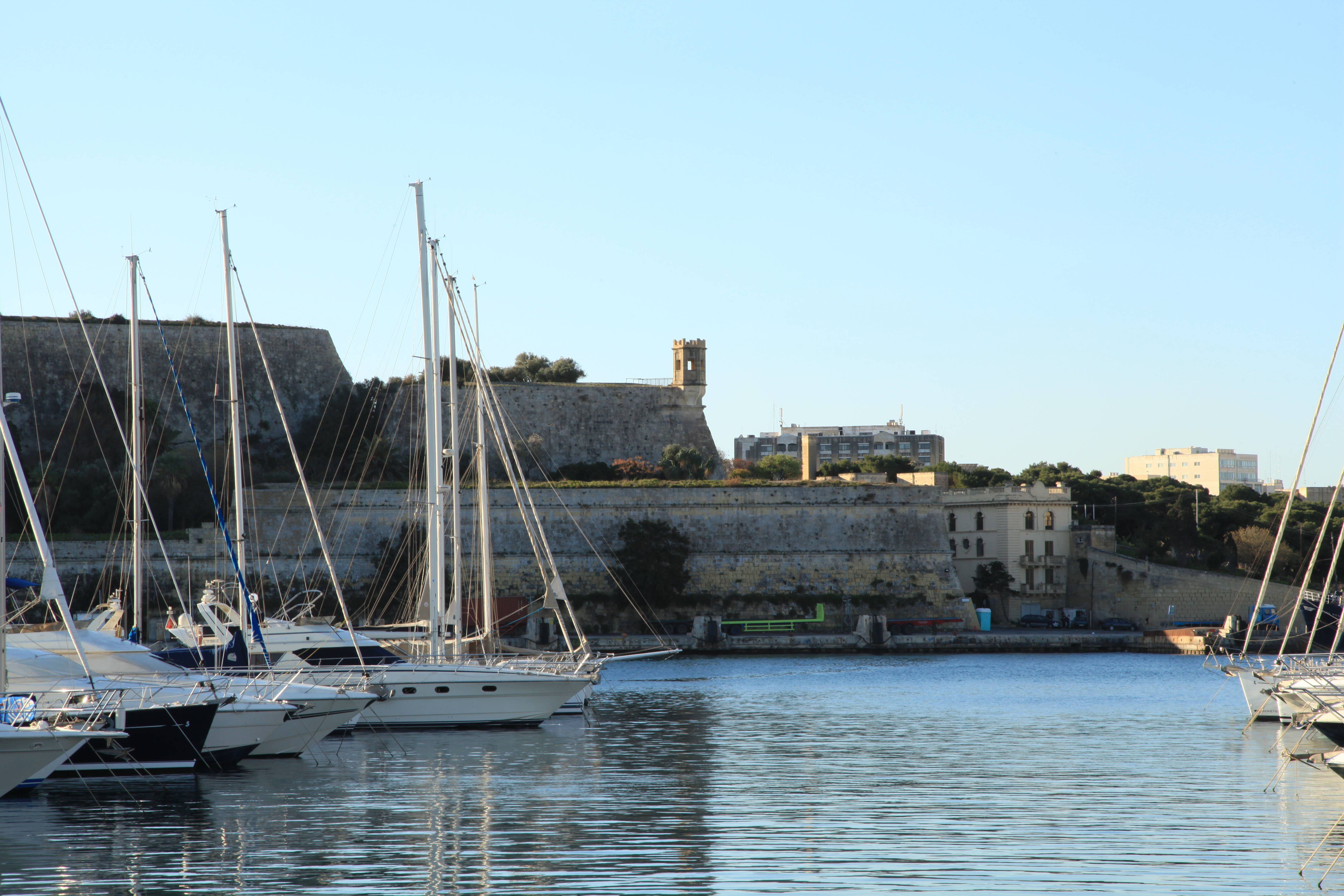
Флоріана Лайнс Флоріана
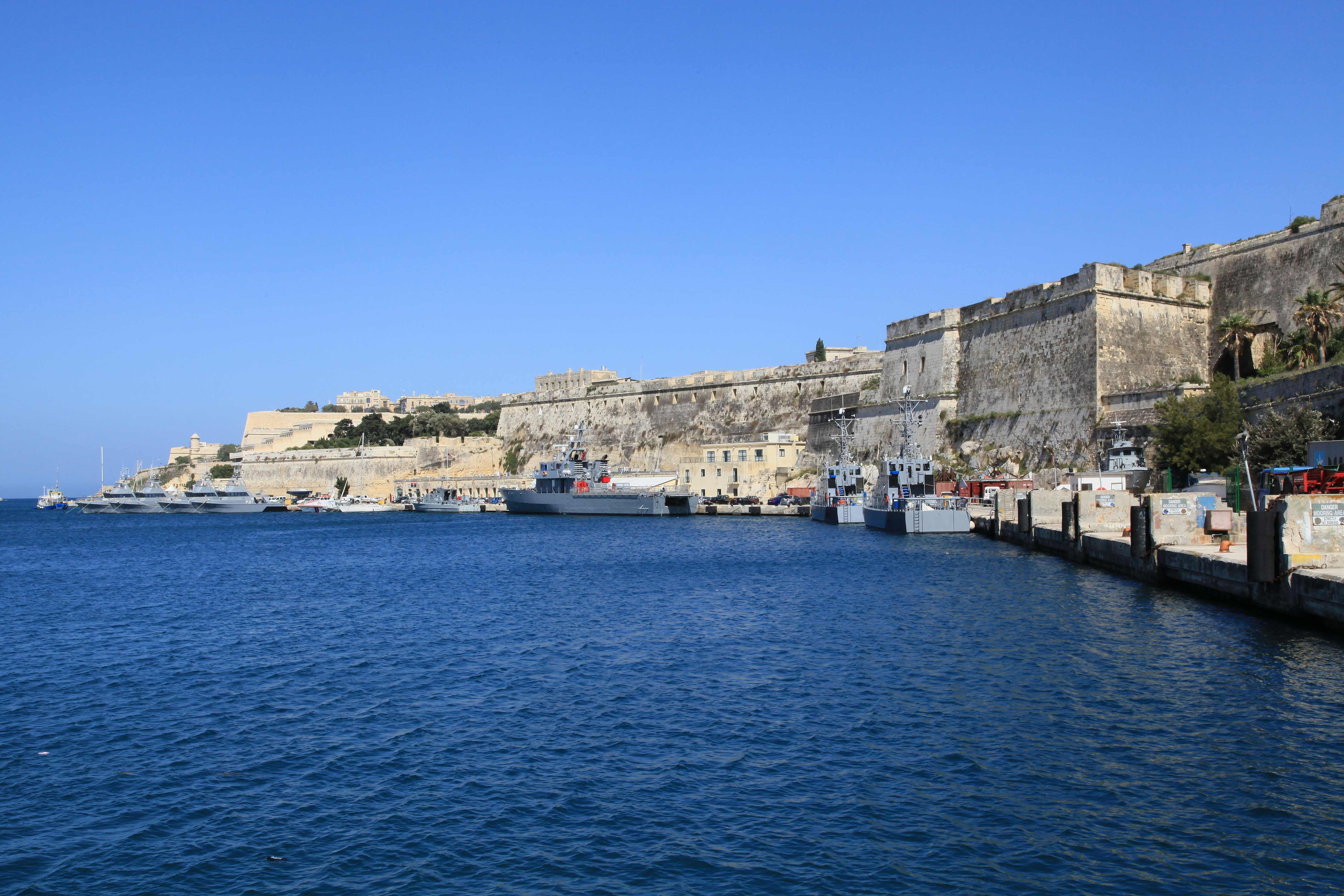
Сінна пристань Флоріана
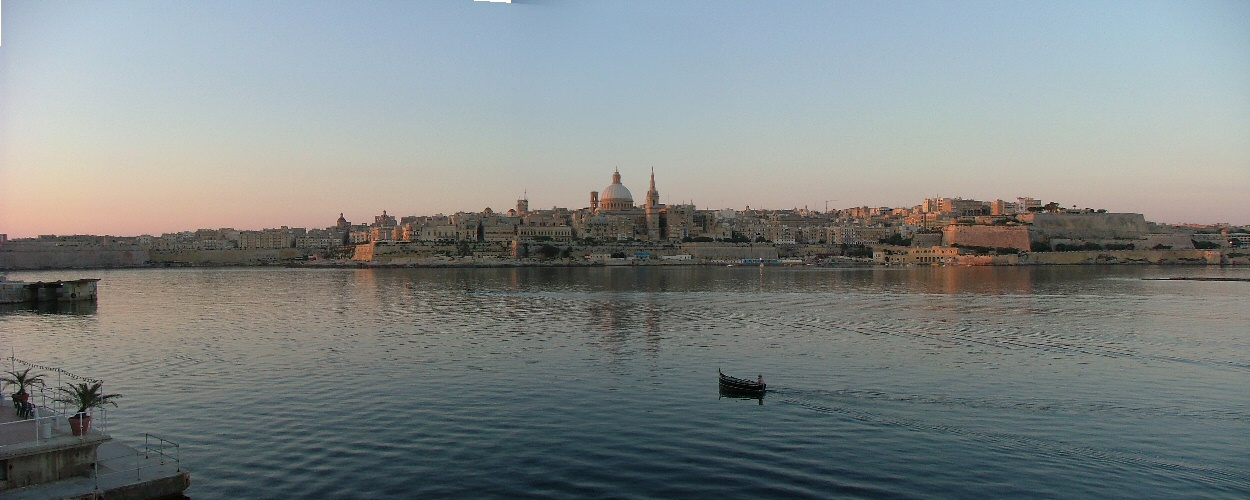
Валетта
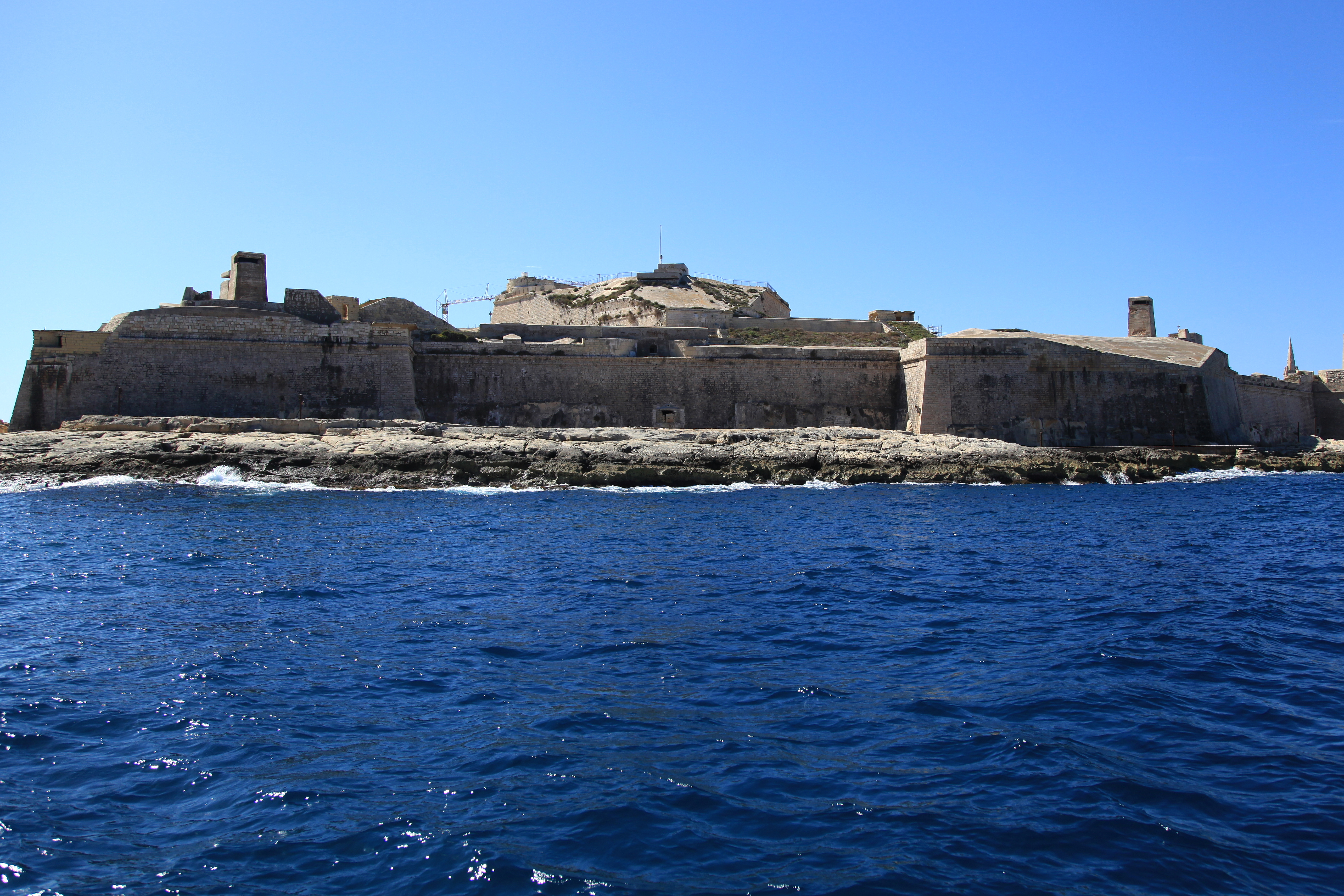
Форт Сент-Ельмо Валетта